# Klein Orkest
Klein Orkest was een Nederlandse muzikale groep, opgericht in 1978. Klein Orkest kwam voort uit een mislukt cabaretprogramma, Groot Orkest, en trad in eerste instantie voornamelijk op bij krakersfeesten. De teksten werden geschreven door Harrie Jekkers en Koos Meinderts. Harrie Jekkers had onder het pseudoniem Harry Klorkestein (een anagram van Klein Orkest) de hit O, o, Den Haag. 
Naast werk voor volwassenen, produceerde Klein Orkest ook een album met kinderliedjes, Roltrap naar de maan. Voor dit album ontving Klein Orkest in 1986 een Edison. Enkele nummers van het album werden ook uitgevoerd in optredens in Sesamstraat.         
De groep hield in 1985 op te bestaan, maar kwam tussen 2017 en 2019 weer bij elkaar voor twee theatertournees.

## Historie

### Het begin
Een groep van tien mensen werkt in 1977 aan een cabaretprogramma onder de werktitel Het Groot Orkest. Het programma komt niet van de grond en de vier muzikanten verenigen zich in de band Het Klein Orkest, later verkort tot Klein Orkest. Het viertal heeft vooral succes in krakerskringen. Utrecht is aan het eind van de jaren zeventig het toneel van een strijd om de podia. Het Tivoli-lied is een van de strijdliederen van actievoerders. Het wordt geschreven in 1979, na een brand in Tivoli.

### Doorbraak
In 1982 wordt de eerste single uitgebracht: Laat Mij Maar Alleen. Ook maakt men een Haags uitstapje met O, o, Den Haag. Jekkers schreef het voor de 30ste verjaardag van presentator Cees Grimbergen. Dankzij dit nummer kreeg de groep haar eerste platencontract, op voorwaarde dat het op de eerste elpee zou komen. Hier was de band het principieel niet mee eens, omdat het nummer een heel andere sfeer had dan de rest van de nummers. Er kwam een compromis: O, O, Den Haag verscheen wel, maar op een single onder de artiestennaam "Harry Klorkestein". De achternaam is een anagram van Klein Orkest, de voornaam is die van de schrijver Harrie Jekkers, zij het anders gespeld. Jekkers was ook verantwoordelijk voor de zangpartijen op de single. Op televisie en bij optredens wierp geluidsman Henny de Jong zich al playbackend op als Klorkestein, om zo de ware artiesten niet te onthullen. Het lied werd op de Haagse piratenstations al snel grijs gedraaid.
Met Koos Werkeloos verscheen in 1983 een tweede hitsingle van Het Klein Orkest. Het nummer wist de aandacht te trekken door het gewaagde tekstuele onderwerp (die politieke Haagse maffia die blijft maar korten op de minima. Nou, laat ze zelf maar betalen, want bij Koos is niets te halen. Sorry dat ik besta!). Het nummer Over de muur werd in 1984 uitgebracht. Het is geschreven op het hoogtepunt van de Hollanditis, aan de vooravond van de grote vredesdemonstratie op 29 oktober 1983 op het Malieveld in Den Haag. De vier bandleden hadden nooit verwacht dat het nummer succes zou hebben, maar werden bij aankomst bij de demonstratie gevraagd om het op het hoofdpodium te spelen. Daar bleek het ook live op de radio te worden uitgezonden. De single werd de grootste hit voor de band en duikt tot op heden nog steeds jaarlijks op tussen de laatste 100 nummers in de Top2000.

### Na de breuk
In 1985 viel Klein Orkest uit elkaar. De band gaf op 8 september zijn laatste optreden. Jekkers richtte zich daarna weer op het theater en maakte ook soloplaten. In 1987 maakte Jekkers samen met Smit en Prins de liedjesvoorstelling Twee maal drie kwartier. Léon Smit maakte in 1988 ook nog met Harrie Jekkers de plaat Yoghurt met banaan. In 1991 verscheen Jekkers' tweede album De man in de wolken waar naast Léon Smit op toetsen ook Chris Prins op de bas te horen is. Nieuwenhuijsen formeerde een nieuwe band, Harde Smart (later ingekort tot Smart). Ook bassist Chris Prins speelde mee in Harde Smart. Nieuwenhuijsen was ook actief in de redactie van het Radio 3-programma Leidsekade Live! van de KRO.

### Reünie
In het theaterseizoen 2017-2018 maakte de band een comeback-tour, met de titel Later is allang begonnen en vroeger komt nog 1 keer terug. Dit was een knipoog naar het nummer Later is allang begonnen van het gelijknamige album uit 1984. De groep trad in bijna dezelfde formatie op als toen: alleen Smit was vervangen door Henk Jan Heuvelink. Wegens succes werd de tour met een seizoen verlengd. 
In november 2019, dertig jaar na de val van de Berlijnse muur, speelde Klein Orkest nog eenmaal Over de muur in het tv-programma De Wereld Draait Door.

## Bezetting
- Harrie Jekkers (gitaar en zang)
- Niek Nieuwenhuijsen (drums en zang)
- Chris Prins (basgitaar)
- Léon Smit (toetsen en zang) (tot 1985)
- Henk Jan Heuvelink  (toetsen en zang ) (vanaf 2016)

## Covers en andere versies
- In live versies van O, O, Den Haag maakt Jekkers vaak een knipoog naar de actualiteit. De zin "dat New Babylon, moest dat er trouwens nou wel zo nodig komen?" wordt hiervoor gebruikt. Zo is "Nieuw Babylon" al veranderd in "die nieuwe tramtunnel", "dat nieuwe eiland voor de kust" en, tijdens Later Is Allang Begonnen en Vroeger Komt Nog Één Keer Terug, "die grote brandstapels op het strand".
- Over honderd jaar werd in 1994 gecoverd door Stampvast  en in 1996 door Tim Immers.
- O, o, Den Haag werd gecoverd door de Kraaien en Kleintje Pils
- In 2012 werd O, o, Den Haag door de groep Coldplay live gespeeld op het Malieveld. Opvallend was hierbij dat de Engelse groep, alhoewel met accent, in het Nederlands zong.
- Het nummer Laat Mij Maar Alleen werd in 2012 gecoverd door de Achterhoekse Folkband Kènneh.
- Het nummer Koos Werkeloos werd in 2012 gecoverd door Glenn van Dijk.
- Het nummer Over de muur werd herschreven door Enge Buren tot Vreemde vogels.

## Discografie

### Albums
| Album met eventuele hitnotering(en) in de Nederlandse Album Top 100 | Datum van verschijnen | Datum van binnenkomst | Hoogste positie | Aantal weken | Opmerkingen                 |
| ------------------------------------------------------------------- | --------------------- | --------------------- | --------------- | ------------ | --------------------------- |
| Het leed versierd                                                   | 1982                  | 24-07-1982            | plaats 21       | 8 weken      |                             |
| Later is al lang begonnen                                           | 1984                  | 02-06-1984            | plaats 4        | 18 weken     | Genomineerd voor een Edison |
| Roltrap naar de maan                                                | 1985                  | 05-10-1985            | plaats 47       | 7 weken      | Edison ontvangen in 1986    |
| Het beste van Klein Orkest                                          | 1987                  | -                     |                 |              |                             |
| Alles                                                               | 1996                  | -                     |                 |              |                             |
| The Golden Years Of Dutch Pop Music                                 | 2018                  | -                     |                 |              |                             |

### Singles
| Single met eventuele hitnotering(en) in de Nederlandse Top 40 | Datum van verschijnen | Datum van binnenkomst | Hoogste positie | Aantal weken | Opmerkingen |
| ------------------------------------------------------------- | --------------------- | --------------------- | --------------- | ------------ | --- |
| Het Tivoli-lied                                               | 1979                  | -                     |                 |              | Protestsingle samen met RK Veulpoepers BV. B-kant 'Unie Van Utrecht Eén Grote Poppenkast En Het Lied Van De Hoge Heren ' |
| Ellie                                                         | 1982                  | -                     |                 |              | B-kant 'Vrienden' |
| Laat mij maar alleen                                          | 1982                  | 24-07-1982            | 27              | 4            | #17 in de Single Top 100. B-kant 'Het Leed Versierd'                                                                     |
| Over 100 jaar                                                 | 1983                  | -                     |                 |              | B-kant 'Paarse Overall'                                                                                                  |
| Koos Werkeloos                                                | 1983                  | 30-07-1983            | 17              | 5            | #14 in de Single Top 100. B-kant 'De Laarzen'                                                                            |
| Alles over jou                                                | 1984                  | -                     |                 |              | B-kant 'Later Is Al Lang Begonnen'                                                                                       |
| Over de muur                                                  | 1984                  | 30-06-1984            | 10              | 9            | #9 in de Single Top 100. B-kant 'Achter Elke Deur'                                                                       |
| De Leugenaar                                                  | 1985                  |                       |                 |              | B-kant 'Ze Ziet Me Niet'                                                                                                 |
| Roltrap naar de maan                                          | 1985                  |                       |                 |              | B-kant 'De Step' |
| Leve het nijlpaard                                            | 1986                  |                       |                 |              | B-kant 'De Dromedaris'                                                                                                   |
| Over de muur                                                  | 1989                  | 23-12-1989            | 25              | 4            | Re-entry. B-kant 'Achter Elke Deur'                                                                                      |

### NPO Radio 2 Top 2000
| Nummers met noteringen in de NPO Radio 2 Top 2000 | '99 | '00 | '01 | '02 | '03 | '04 | '05 | '06  | '07 | '08 | '09  | '10  | '11 | '12 | '13 | '14 | '15 | '16 | '17 | '18 | '19  | '20  | '21  | '22 | '23 | '24 |
| ------------------------------------------------- | --- | --- | --- | --- | --- | --- | --- | ---- | --- | --- | ---- | ---- | --- | --- | --- | --- | --- | --- | --- | --- | ---- | ---- | ---- | --- | --- | --- |
| Laat mij maar alleen                              | -   | -   | -   | -   | -   | -   | -   | 1838 | -   | -   | 1951 | 1960 | -   | -   | -   | -   | -   | -   | -   | -   | 1793 | 1998 | 1944 | -   | -   | -   |
| Over de muur                                      | 32  | 38  | 54  | 50  | 59  | 56  | 48  | 47   | 64  | 52  | 47   | 56   | 83  | 71  | 84  | 60  | 76  | 81  | 45  | 60  | 30   | 38   | 39   | 45  | 41  | 42  |

1. ↑  Een '-' betekent dat het nummer niet was genoteerd en een vetgedrukt getal geeft de hoogste notering van een nummer aan.